# Det Store Relief
Det Store Relief, et billedhuggerarbejde udført af kunstneren J.F. Willumsen i årene 1923 til 1928. Værket blev bestilt af den danske stat med støtte fra Ny Carlsbergfondet og udstillet på Statens Museum for Kunst. I forbindelse med opførelsen af Willumsens Museum i 1955-57 blev det flyttet til Frederikssund.
Værket, som er et af Willumsens hovedværker, er blevet udvalgt til kanonlisten for billedkunst.